# Murai Károly
Murai Károly, családi nevén Kovács László (Kecskemét, 1857. augusztus 12. – Budapest, 1933. február 25.) újságíró és szerkesztő, színpadi szerző.

## Pályája
Kovács László és Nyirádi Erzsébet fia. A középiskolát szülővárosában és Pozsonyban végezte, utána a Budapesti Tudományegyetemen jogot hallgatott.
Újságírói pályáját a Független Hírlapnál kezdte 1878-ban. A lap megszűnése után belső munkatársa volt a Kitartásnak, az Arad és Vidékének (1884–1886 között: elbeszélések és Bosszú című regénye), a nagyváradi Szabadságnak, majd a Pesti Hírlapnak. Itt megjelent humoros írásait örömmel olvasták. 1889-ben átvette és éveken át folytatta a Mátyás Diák című élclap szerkesztését. Ezeken kívül is több lapba írt tárcákat és éveken át hosszabb elbeszéléseket a Fővárosi Lapokba. Később felhagyott az írással, csak a szerkesztőségi munkának élt. A Pesti Hírlap lektoraként sok új írót juttatott szóhoz.
Mint tárcaíró humoristát egy időben Sipulusz (Rákosi Viktor) versenytársaként emlegették. Az 1890-es években a Nemzeti Színház egyik legnépszerűbb vígjátékírója volt.
Felesége Knöpfler Klára (1855–1932) volt, Knöpfler Dávid és Kurzweil Klára lánya.

## Munkái

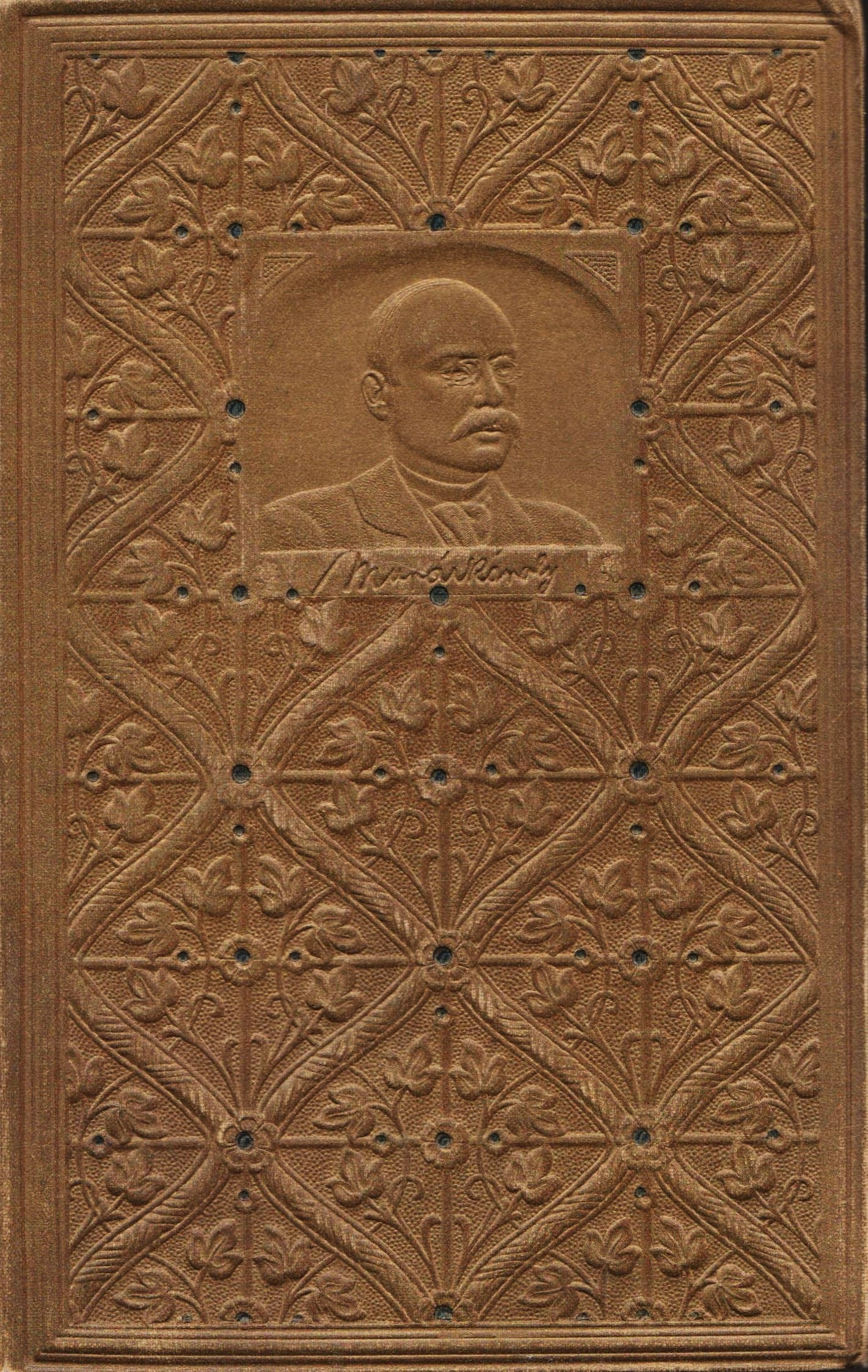
Eljegyzés menyasszony nélkül

- Virágfakadás, vígjáték 1 felvonásban. Budapest, 1889. (Először a budapesti Nemzeti Színházban játszották 1886. november 12-én.)
- Ádám és Éva, színpadi tréfa l felvonásban. Arad, 1889.
- Huszárszerelem, vígjáték 2 felvonásban. Budapest, 1891. (Először a Nemzeti Színházban játszották 1890. október 31-én. Lefordították németre, Bécsben és Berlinben is előadták).
- A ki mer az nyer. Jelenet. Budapest, 1891. (Monologok 30.).
- A mama, vígjáték 2 jelenésben. Budapest, 1891. (Monologok 31.).
- A revolver. Jelenet. Budapest, 1891. (Monologok 33.),
- A váratlan fordulat. Jelenet. Budapest, 1891. (Monologok 34.).
- Az ördög fia, vígjáték 1 felvonásban. Budapest, 1892.
- A két befőttes üveg, vígjáték 1 felvonásban. Budapest, 1892.
- A kis szobrász. Színmű 1 felvonásban. Budapest, 1892.
- A kígyó, vígjáték 1 felvonásban. Budapest, 1892.
- A kis libapásztor. Színmű 1 felvonásban. Budapest, 1892.
- Ki lesz a huszár? Vígjáték 1 felvonásban. Budapest, 1892.
- Komédiás Palkó. Róka Pál furfangjai. Budapest, 1895.
- Ejnye be jó! Képes és képtelen adomák és mókák. Budapest, 1895. Három kötet.
- Mosolygó történetek. 69 humoros elbeszélés. Budapest, 1895. Három kötet.
- Derűs históriák. Mosolygó történetek. Budapest, 1896.
- Finom falatok. Képes és képtelen adomák és mókák. Budapest, 1896.
- Bandi és egyéb apróságok. Budapest, 1897.
- Víg történetek. Budapest, 1899.
- Mese-mese. Budapest, 1899.
- Az új nevelőnő, vígjáték 1 felvonásban. Budapest, 1901.
- A párisi baba, vígjáték 1 felvonásban. Budapest, 1901.

További darabok: Az első évforduló, vígjáték 1 felvonásban. (Először a Nemzeti Színházban játszották 1882. május 24-én; A pezsgő, vígjáték 3 felvonásban. (Először a Nemzeti Színházban játszották 1893. január 27-én).